# سورة عبس

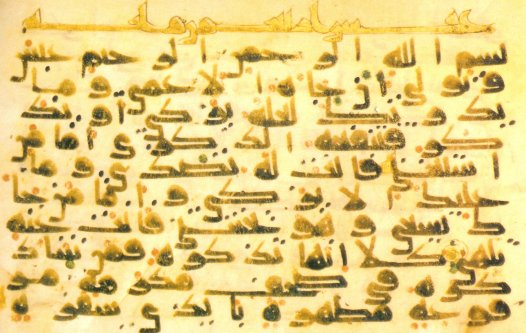
مخطوطة بالخط المدني بها آيات من سورة عبس

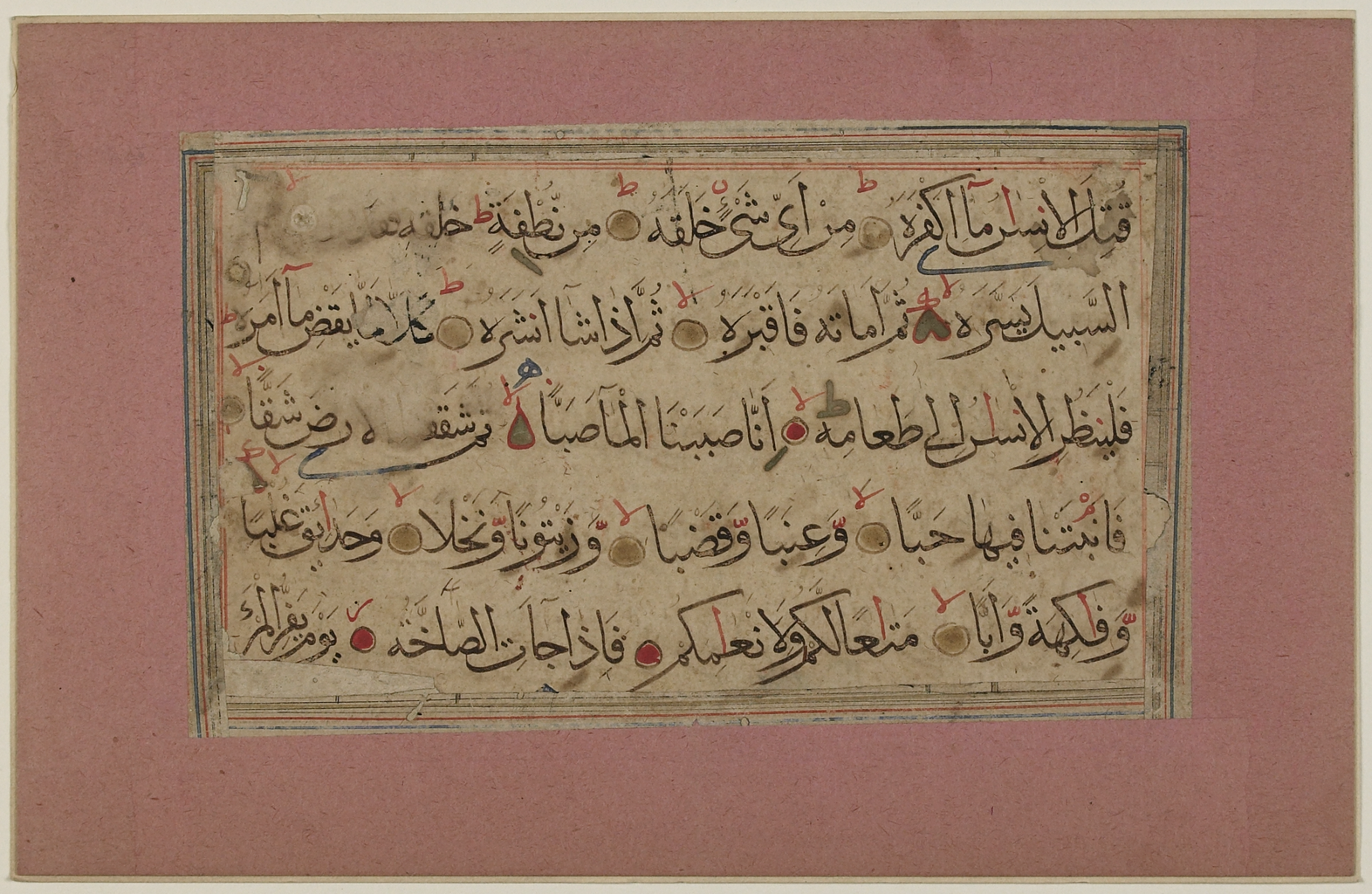

سورة عَبَسَ هي سورة مكية، من المفصل، آياتها 42، وترتيبها في المصحف 80، في الجزء الثلاثين، بدأت بفعل ماض ﴿عَبَسَ وَتَوَلَّى ۝١﴾ [عبس:1]، ولم يُذكر فيها لفظ الجلالة، وقد أجمع المفسرون على أن سورة (عبس) نزلت في الصحابي (عبد الله بن أم مكتوم)، نزلت بعد سورة النجم، واشتهرت هذه السورة باسم سورة (عبس) في المصاحف وكتب التفسير والسنة، لورود هذا الوصف في بدايتها، وورد لها أسماء أخرى، فسُميَت (السَّفرة)، و(الصآخَّة)، و(الأعمى)، ومن أهم خصائصها: أنها على إثر واقعة تاريخية حقيقية، وأهم مقاصدها: أنها جاءت تتوعد الكافر، وترفع الحرج عن النبي ﷺ في التبليغ والدعوة، ويدور موضوعها حول تصحيح فكر الداعية بما يلائم قيمة الدعوة.

## التعريف بسورة عبس وسبب التسمية
تسمية سورة (عبس) بهذا الاسم توقيفي، لوروده في حديث ابن مسعود، أن رجلاً قال له: إني أقرأ المفصل في ركعة، قال: أهذاً كهذّ الشعر، ونثراً كنثر الدقل؟، لكن رسول الله ﷺ، كان يقرأ النظائر السورتين في ركعة، ثم قال وويل للمطففين وعبس في ركعة ...الحديث، وقد ورد لها أسماء أخرى، كلها اجتهادية، وقال ابن عاشور: "وفي أحكام القرآن لابن العربي عنونها (سورة ابن أم مكتوم)، ولم أر هذا لغيره، وقال الخفاجي: تسمى (سورة الصاخة)، وقال العيني في (شرح صحيح البخاري) تسمى (سورة السَّفرة)، وتسمى سورة (الأعمى)، وكل ذلك تسمية بألفاظ وقعت فيها لم تقع في غيرها من السور أو بصاحب القصة التي كانت سبب نزولها، وأما سبب تسمية سورة (عبس) بهذا الاسم، فهو لافتتاحها بهذا الوصف البشري المعتاد الذي تقتضيه الجبلَّة الإنسانية، ويغلب على الإنسان حينما يكون مشغولاً بأمر مهم، ثم يطرأ عليه أمر آخر يصرفه عن الأمر السابق، ومع ذلك عوتب النبي ﷺ على عبوسه تسامياً لقدره، وارتفاعاً بمنزلته النبوية، ولفظ (عبس) مأخوذ من العبوس، وهو تقطيب الوجه، وتغير هيئته مما يدل على الغضب.

## عدد آيات سورة عبس، وكلماتها، وحروفها
عدد آيات سورة عبس (أربعون آية) في الشامي، و (إحدى وأربعون آية) في عدد أبي جعفر والبصري، و (اثنتان وأربعون آية) في عدد الباقين، ويعود هذا الاختلاف في ثلاث آيات: {ولأنعامكم}، لم يعدها البصري والشامي، وعدها الباقون، {إلى طعامه}، لم يعدها أبو جعفر وحده وعدها شيبة والباقون، ﴿فَإِذَا جَاءَتِ الصَّاخَّةُ ۝٣٣﴾ [عبس:33] لم يعدها الشامي وعدها الباقون.
وأما عدد كلمات وحروف سورة (عبس)، فكلماتها: (مئة وثلاث وثلاثون كلمة)، وحروفها: (خمس مئة وثلاثة وعشرون حرفاً).

## مكان نزول السورة وترتيبها في القرآن وسبب نزولها

### مكان نزول سورة (عبس) وترتيبها
سورة عبس من السور المكية التي نزلت على النبي ﷺ في مكة، وقد أجمع المفسرون على ذلك، يقول ابن عطية: "وهي سورة مكية بإجماع المفسرين.
وأما ترتيبها في النزول، فهي السورة الرابعة والعشرون، نزلت بعد سورة النجم، وقبل سورة القدر، وهي من أولى السور من أواسط المفصل، وأما ترتيبها في المصحف العثماني فقد جاءت في المرتبة الثمانين.

### سبب نزول سورة (عبس)
لقد نزلت سورة (عبس) على إثر واقعة تاريخية حقيقية، أشارت إليها كتب أسباب النزول، وكتب التفسير والسيَّر، وعاصرها الرعيل الأول من المسلمين، فصاروا شهوداً عليها، مثلما صاروا أقدر من يستطيع استيعاب الدرس والعبرة اللتين تنطوي عليهما، وقد وردت عدة أحاديث في سبب نزول سورة ﴿عَبَسَ وَتَوَلَّى ۝١ أَنْ جَاءَهُ الْأَعْمَى ۝٢﴾ [عبس:1–2]، والأعمى هو (ابن أم مكتوم)، وذلك أنه أتى النبي ﷺ وهو يناجي عتبة بن ربيعة، وأبا جهل بن هشام، وعباس بن عبد المطلب، وأبيا، وأمية ابني خلف، ويدعوهم إلى الله ويرجو إسلامهم، فقام ابن أم مكتوم وقال: يا رسول الله، علمني، مما علمك الله؛ وجعل يناديه ويكرر النداء ولا يدري أنه مشتغل مقبل على غيره، حتى ظهرت الكراهية في وجه رسول الله ﷺ لقطعه كلامه، وقال في نفسه: "يقول هؤلاء الصناديد إنما أتباعه العميان والسفلة والعبيد"، فعبس رسول الله ﷺ وأعرض عنه، وأقبل على القوم الذين يكلمهم، فأنزل الله تعالى هذه الآيات، فكان رسول الله ﷺ بعد ذلك يكرمه، وإذا رآه يقول: «مرحبا بمن عاتبني فيه ربي»، وعن عائشة قالت: أنزل {عبس وتولى} في ابن أم مكتوم الأعمى، أتى إلى النبي ﷺ فجعل يقول: يا رسول الله أرشدني، وعند رسول الله رجال من من سادات المشركين، فجعل النبي ﷺ يعرض عنه ويقبل على الآخرين، ففي هذا أنزلت ﴿عَبَسَ وَتَوَلَّى ۝١﴾ [عبس:1].
وهذه الأحاديث جاءت بروايات متفقة في أصل محتواها، ومختلفة في بعض تفاصيلها، وقد اتفقت الروايات مع اختلاف ألفاظها في أن المخاطب الذي عبس، هو رسول الله ﷺ، باستثناء رواية واحدة ذكرت أن العابس هو رجل من بني أمية، وهذه الرواية مخالفة لما أجمع عليه أهل التفسير، وكذلك أجمع المفسرون على أن هذه سورة (عبس) نزلت في الصحابي (عبد الله بن أم مكتوم).

## خصائص سورة (عبس) وفضائلها

### خصائص سورة (عبس)
1. تعدد أسماءها وتنوعها، فقد فسُميَت باسم كتبة الملائكة (السَّفرة)، كما سُميت (الصآخَّة)، وهو من أسماء القيامة، وسُميت كذلك (الأعمى)، وهو ابن أم مكتوم.[4]
2. أنها نزلت على إثر واقعة تاريخية حقيقية، أشارت إليها كتب أسباب النزول، وكتب التفسير والسيَّر، وعاصرها الرعيل الأول من المسلمين، فصاروا شهوداً عليها.[5]
3. أنها استقت مقاصدها العظيمة من مقاصد القرآن الأساسية، فهي تقرر العقيدة الصحيحة بإقامة الأدلة على وحدانية الله، بخلق الإنسان، والنظر في طعامه وشرابه، وإثبات يوم البعث.[3]

### فضائل سورة عبس
لم يثبت في فضل سورة (عبس) حديث خاص، وكل ما ورد فيها أحاديث عامة، تشمل السورة وغيرها، ومن ذلك ما روي عن واثلة بن الأسقع، قال، قال: النبي ﷺ، «أُعطيتُ مكان التوراة السبع الطوال، ومكان الزبور المئين، ومكان الإنجيل المثاني، وفُضِّلتُ بالمفصَّل»، وقد اتفق العلماء على أن هذه السورة من المفصَّل الذي فُضِّل به النبي ﷺ على سائر الأنبياء.

## مناسبة السورة لموضوعها ولما قبلها وبعدها

### مناسبة السورة لموضوعها
إن المتأمل في سورة عبس، يقف على العلاقة الواضحة بين فاتحة السورة وخاتمتها، فالسورة ابتدأت بذلك الموقف الذي يعبر عن الجبلَّة الإنسانية للإنسان عندما يشتغل بأمر هام، ثم يطرأ عليه ما يقلب الموازين؛ ليصرفه عما يشتغل به، وهذا ما حدث مع النبي ﷺ الذي كان مشتغلاً بأمر مجموعة من عظماء قريش، يدعوهم للإسلام، رجاء أن يسلم غيرهم بإسلامهم، ولكنهم أعرضوا وصدوا وكفروا وفجروا، فجاءه ابن أم مكتوم مستبشراً لهذا الدين، يريد أن يستزيد علماً ونوراً، فكره ﷺ ذلك منه، وعبس في وجهه، فعاتبه الله عتاباً رقيقاً على تركه الفقير الأعمى، وبذلك يتناسب اسم السورة  مع موضوعها.

### مناسبتها السورة لما قبلها
- التشابه الكبير والتعانق المتناسق بين السورتين في المقاطع والآيات، حيث ورد في كلتا السورتين إثبات البعث، ففي سورة النازعات أثبت الله البعث بخلق السماء والأرض والجبال، وفي سورة (عبس) أثبته بخلق الإنسان والنبات والطعام.[3]
- لهذه السورة تعلق بما قبلها (سورة النازعات)، لأنه الله تعالى ذكر هناك أن النبي ﷺ منذر من يخشى الساعة، وهنا ذكر من ينفعه الإنذار، وهم الذين كان رسول الله ﷺ يناجيهم في أمر الإسلام، ويدعوهم إليه وهم عتبة وشيبة ابنا ربيعة وأبو جهل والعباس بن عبد المطلب وأمية بن خلف والوليد بن المغيرة، كما أن بينهما تشابها في موضوع الحديث عن يوم القيامة وأهوالها، وإثبات البعث بمخلوقات الله في الإنسان والكون، فهناك وصفت القيامة بقوله تعالى: ﴿فَإِذَا جَاءَتِ الطَّامَّةُ الْكُبْرَى ۝٣٤﴾ [النازعات:34]، وهنا وصفت بقوله سبحانه: ﴿فَإِذَا جَاءَتِ الصَّاخَّةُ ۝٣٣﴾ [عبس:33]، وهما من أسماء يوم القيامة، وهناك أثبت الله البعث بخلق السماء والأرض والجبال، وهنا أثبته بخلق الإنسان والنبات والطعام.[20]
- لما ختمت سورة النازعات بقوله تعالى: ﴿إِنَّمَا أَنْتَ مُنْذِرُ مَنْ يَخْشَاهَا ۝٤٥﴾ [النازعات:45]، والآية تشير إلى المقام الذي يأخذه النبي ﷺ من قومه الذين لج بهم الضلال والعناد، وجعلوا همهم المماحكة والمجادلة، وسؤالهم عن يوم القيامة، وهم لا يؤمنون به ولا يصدقون بوجوده، إنما هو ضلال من ضلالهم، حيث لا محصل ولا ثمرة من أسئلتهم، لذلك افتتحت سورة (عبس) بهذا الموقف الذي كان بين النبي ﷺ، وبين جماعة من المعاندين الضالين، الذين طمع النبي ﷺ في هدايتهم، فصرف إليهم وجهه كله، دون أن يتلفت إلى الأعمى، الذي آمن بالله وجاءه يطلب مزيداً من  النور والهدى، فالصلة واضحة بين نهاية سورة النازعات، وبداية سورة (عبس).[7]

### مناسبة السورة لما بعدها
لما ختمت سورة عبس بوعيد الكفرة الفجرة بيوم الصاخة لجحودهم بما لهذا القرآن من التذكرة، كانت بداية سورة التكوير بإتمام ذلك، فصور ذلك اليوم بما يكون فيه من الأمور الهائلة من عالم الملك والملكوت، حتى كأنه رأي عين.
توضح كل من السورتين (عبس والتكوير) أهوال القيامة وشدائدها، ففي سورة عبس قال تعالى: ﴿فَإِذَا جَاءَتِ الصَّاخَّةُ ۝٣٣ يَوْمَ يَفِرُّ الْمَرْءُ مِنْ أَخِيهِ ۝٣٤﴾ [عبس:33–34]، وفي سورة التكوير قال سبحانه: ﴿إِذَا الشَّمْسُ كُوِّرَتْ ۝١﴾ [التكوير:1].. إلخ، فلما ذكر سبحانه الطامة والصاخة في خاتمتي سورتَي (النازعات وعبس)، أردفهما بذكر سورتين مشتملتين على أمارات القيامة وعلامات يوم الجزاء.

## مقاصد سورة عبس
1. التسوية بين الناس في الدعوة، وكان عبد الله بن أمّ مكتوم أتى النبيّ ﷺ، وعنده صناديد قريش يدعوهم إلى الإسلام، فطلب منه أن  يعلّمه ممّا علّمه الله، فعبس وأعرض عنه لقطعه كلامه، فنزلت هذه السورة عتاباً له، وقد انتقل فيها من عتابه إلى سياق الترهيب والترغيب، فوافقت في هذا سياق سورة النازعات، وهذا هو وجه المناسبة في ذكرها بعدها.[22]
2. بيان مقام النبي ﷺ أنه أشرف مقام وأسماه، ويدل على ذلك أسلوب عتاب الله له في مطلع السورة؛ حيث خاطبه في أسلوب شخص غائب حتى لا يواجهه بالخطاب فيؤلمه فتلطف معه، ثم أقبل عليه بعد أن أزال الوحشة يخاطبه وما يدريك.[23]
3. تقرير لمهمة النبوة وتنديد بالإنسان وجحوده وتعداد نعم الله عليه، وإنذار بالآخرة وهولها ومصائر الصالحين والمجرمين فيها.[24]
4. ومن مقاصد سورة (عبس)، أنها أقامت البرهان من حال النبات على البعث وإحياء الموتى، وتناولت دلائل القدرة في هذا الكون حيث يسر الله للخلق سبيل العيش في هذه الحياة بما أخرجه لهم من زروع وفواكه وأعشاب متاعا لأنفسهم ودوابهم.[25]
5. بيان استحالة كتمان الرسول ﷺ لشيء من الوحي، فقد قالت عائشة: لو كان للرسول أن يكتم شيئاً من وحي الله، لكتم عتاب الله له في عبس وتولى.[23]
6. ذكر شرف القرآن، وبيان أنه موعظة لمن عقل وتدبّر.[22]

## المحتوى العام للسورة
موضوع السورة كسائر موضوعات السور المكية التي تُعنى بالعقيدة والرسالة والأخلاق، التي قوامها في الإسلام المساواة بين الناس، دون تفرقة بين غني وفقير، وسورة (عبس) احتوت على أربعة مقاطع رئيسية:
1. الحديث عن قصة الأعمى، فقد ابتدأت السورة بذكر قصة (عبد الله بن أم مكتوم) ابن خال خديجة بنت خويلد، الذي قدم إلى الرسول ﷺ للتعلم، في وقت كان فيه مشغولاً مع جماعة من صناديد قريش يدعوهم إلى الإيمان، فعبس النبي وجهه وأعرض عنه، فعاتبه الله بقوله:﴿عَبَسَ وَتَوَلَّى ۝١﴾ [عبس:1]، وأبانت أن القرآن ذكرى وموعظة لمن عقل وتدبر.[20]
2. وهو الحديث عن جحود الإنسان، وكفره الفاحش لربّه، وهو يذكّره بمصدر وجوده وأصل نشأته، وتيسير حياته، وتولّي ربّه له في موته ونشره، ثمّ تقصير الإنسان بعد ذلك في أمر ربّه.[22]

1. الحديث عن إقامة الأدلة على قدرة الله ووحدانيته بخلق الإنسان، والنبات وتيسير طعام ابن آدم وشرابه، لإثبات القدرة على البعث.[20]
2. الحديث عن أهوال يوم القيامة، وما يكون فيه من فزع شديد يحمل المرء على أن يتنكر لأحب الناس إليه وأقربهم من: ﴿فَإِذَا جَاءَتِ الصَّاخَّةُ ۝٣٣ يَوْمَ يَفِرُّ الْمَرْءُ مِنْ أَخِيهِ ۝٣٤ وَأُمِّهِ وَأَبِيهِ ۝٣٥﴾ [عبس:33–35]، ثم ختمت ببيان حال المؤمنين وحال الكافرين في هذا اليوم العصيب، وما بينهما من تفاوت: فأهل الدرجات يعلو وجوههم النور والسرور والبشر بنعيم الله، وأهل الدركات تغشى وجوهم الظلمة والسواد من غضب ربهم، وهم الكفرة الفجرة: ﴿وُجُوهٌ يَوْمَئِذٍ مُسْفِرَةٌ ۝٣٨ ضَاحِكَةٌ مُسْتَبْشِرَةٌ ۝٣٩﴾ [عبس:38–39] الآيات.[25]

## الناسخ والمنسوخ في السورة
قال ابن حزم: "وجميعها محكم إلا قوله تعالى:﴿كَلَّا إِنَّهَا تَذْكِرَةٌ ۝١١ فَمَنْ شَاءَ ذَكَرَهُ ۝١٢﴾ [عبس:11–12]، نسخت بقوله: ﴿وَمَا تَشَاءُونَ إِلَّا أَنْ يَشَاءَ اللَّهُ رَبُّ الْعَالَمِينَ ۝٢٩﴾ [التكوير:29].
وقال المقري: "وَهِي إحدى السُّور السَّبع عشرَة الْمُخْتَلف فِي تنزيلهن، وَهِي محكمَة إِلَّا آيَة وَاحِدَة، وَهِي قَوْله تَعَالَى: ﴿كَلَّا إِنَّهَا تَذْكِرَةٌ ۝١١﴾ [عبس:11]، هَذَا مُحكم، والمنسوخ مِنْهَا، ﴿فَمَنْ شَاءَ ذَكَرَهُ ۝١٢﴾ [عبس:12]، نسخ ذَلِك بقوله تَعَالَى:﴿وَمَا تَشَاءُونَ إِلَّا أَنْ يَشَاءَ اللَّهُ﴾ [التكوير:29].
وفيها آية ناسخة، كما ذكر ابن الجوزي؛ في قوله تعالى: ﴿إِنَّ هَذِهِ تَذْكِرَةٌ فَمَنْ شَاءَ اتَّخَذَ إِلَى رَبِّهِ سَبِيلًا ۝٢٩﴾ [الإنسان:29]، قال بعضهم، نسخت بقوله: ﴿وَمَا تَشَاءُونَ إِلَّا أَنْ يَشَاءَ اللَّهُ﴾ [الإنسان:30]، وقال: وكذلك قوله تعالى في سورة عبس: ﴿فَمَنْ شَاءَ ذَكَرَهُ ۝١٢﴾ [عبس:12].

## اللغة والبلاغة في سورة عبس

### اللغة في سورة عبس
﴿عَبَسَ وَتَوَلَّى ۝١﴾ [عبس:1]: العبوس بضم العين: تقطيب الوجه وإظهار الغضب، ويقال: رجل عبوس بفتح العين، أي متقطب، قال تعالى: ﴿إِنَّا نَخَافُ مِنْ رَبِّنَا يَوْمًا عَبُوسًا قَمْطَرِيرًا ۝١٠﴾ [الإنسان:10]، وعبس من باب ضرب، و(التولي): أصله تحول الذات عن مكانها، ويستعار لعدم اشتغال المرء بكلام يلقى إليه أو جليس يحل عنده، وهو هنا مستعار لعدم الاشتغال بسؤال سائل ولعدم الإقبال على الزائر، وحذف متعلق تولى لظهور أنه تول عن الذي مجيئه كان سبب التولي.
(تَصَدَّى): أصلها تتصدى، أي تتعرض بالإقبال عليه، والمصاداة: المعارضة، ويقال: تصدى، أي تعرض، وأصله تصدد من الصدد، وهو ما استقبلك وصار قبالتك، فأبدل أحد الأمثال حرف علّة، وقيل: هو من الصدى، وهو الصوت المسموع في الأماكن الخالية والأجرام الصلبة، وقيل: من الصدى، وهو العطش والمعنى على التعرّض.
{كلا}: كلمة يقصد بها زجر المخاطب عن الأمر الذي يعاتب عليه.
(غُلْباً): جمع أغلب كحمر في أحمر وحمراء يقال: حديقة غلباء أي غليظة الشجر ملتفة الحدائق فالحدائق ذات أشجار غلاظ فهو مجاز مرسل كالمرسن بمعنى الغليظ مطلقا وفيه تجوّز في الإسناد أيضا لأن الحدائق نفسها ليست غليظة بل الغليظ أشجارها.
{وَأَبًّا}: والأبّ المرعى لأنه يؤبّ، أي: يؤمّ وينتجع.
(الصَّاخَّةُ): الصاخة: صيحة شديدة من صيحات الإنسان تصخ الأسماع، أي تصمها، يقال: صخ يصخ قاصرا ومتعديا، ومضارعه يصخ بضم عينه في الحالين.
(قَتَرَةٌ): سواد كالدخان ولا ترى أوحش من اجتماع الغبرة والسواد في الوجه.

## البلاغة في سورة عبس
تضمنت السورة الكريمة وجوهاً من البيان والبديع نوجزها فيما يلي:
تصوير فني: والمتأمل في سورة (عبس)، يجد أن القرآن يعتمد تصوير الحادثة على أسلوب الغائب في البداية، إكراماً لرسول الله ﷺ أن يذكر في سياق فيه عبوس وإعراض، كما أن الصورة تجسّم شعور رسول الله في تلك اللحظة بالعبوس والإعراض، ثم يلتفت بعد ذلك إلى مخاطبته مباشرة مع التوجيه، وتشتد لهجة العتاب، حتى تبلغ ذروتها في كلمة الردع والزجر «كلا».
إيجاز قصر: وهذا موجود في قوله تعالى: ﴿أَنْ جَاءَهُ الْأَعْمَى ۝٢﴾ [عبس:2]، فقد اشتملت على إيجاز قصر، لأنها تتضمن المعاني الكثيرة في ألفاظها القليلة من غير حذف.
الإسناد المجازي: وهذا في قوله: ﴿ثُمَّ شَقَقْنَا الْأَرْضَ شَقًّا ۝٢٦﴾ [عبس:26] إسناد مجازي، فقد أسند تعالى الشق إلى نفسه من باب إسناد الفعل إلى السبب.
جناس اشتقاق، وسجع مرصع: ففي (يَذَّكَّرُ)، و(الذِّكْرى): جناس اشتقاق. وفي:﴿عَبَسَ وَتَوَلَّى ۝١ أَنْ جَاءَهُ الْأَعْمَى ۝٢ وَمَا يُدْرِيكَ لَعَلَّهُ يَزَّكَّى ۝٣﴾ [عبس:1–3] سجع مرصع.

## القراءات لبعض الكلمات في السورة
قوله تعالى: (وَتَوَلَّى، الْأَعْمى، تزكى، مَنِ اسْتَغْنى، تَصَدَّى، تزكى، يَسْعى، يَخْشى، تَلَهَّى): قرأ حمزة والكسائي بالإمالة محضة، وورش وأبو عمرو بين بين والفتح عن ورش قليل، والباقون بالفتح، وفي قوله تعالى: (الذِّكْرى): قرأ أبو عمرو وحمزة والكسائي بالإمالة محضة، وورش بين اللفظين والباقون بالفتح.
﴿أَوْ يَذَّكَّرُ فَتَنْفَعَهُ الذِّكْرَى ۝٤﴾ [عبس:4]: قرأ عاصم بنصب العين والباقون برفعها وتَصَدَّى قرأ الحرميان بتشديد الصاد، والباقون بتخفيفها وعَنْهُ تَلَهَّى قرأ البزي بتشديد التاء وأثبت الصلة في عنه فهو مستثنى من قاعدة قولهم لا يجوز صلة الضمير إذا وقع قبل ساكن، وليس له نظير وحيث اجتمع واو الصلة والتشديد فلا بد من المد الطويل لالتقاء الساكنين.
﴿فَأَنْتَ لَهُ تَصَدَّى ۝٦﴾ [عبس:6]: المعنى: اختلف القرّاء في «له تصدّى» من قوله تعالى: ﴿فَأَنْتَ لَهُ تَصَدَّى ۝٦﴾ [عبس:6]، فقرأ نافع، وابن كثير، وأبو جعفر «تصّدّى» بتشديد الصاد، وهو مضارع وأصله «تتصدّى» فأدغمت التاء في الصاد، لقربهما في المخرج، إذ «التاء» تخرج من طرف اللسان، وأصول الثنايا العليا، و «الصاد» تخرج من طرف اللسان، وأطراف الثنايا السفلى، كما أنهما مشتركان في صفتي: الهمس، والإصمات، وقرأ الباقون «تصدّى» بتخفيف الصاد، وهو مضارع، أصله «تتصدّى» فحذفت إحدى التاءين تخفيفا.
﴿عَنْهُ تَلَهَّى﴾ [عبس:10]: قرأ البزي بتشديد التاء في الوصل مع صلة الهاء قبلها، والباقون بغير تشديد، وفي قوله تعالى: ﴿شَاءَ أَنْشَرَهُ﴾ [عبس:22]: قرأ قالون وأبو عمرو والبزي بإسقاط الهمزة الأولى مع المد والقصر، وسهل الثانية ورش وقنبل، ولهما أيضا إبدالها ألفا، والباقون بإسقاط الهمزة الأولى مع المدّ والقصر وسهل الثانية ورش وقنبل، ولهما أيضا إبدالها ألفا، والباقون بتحقيقهما، وأمال حمزة وابن ذكوان الألف بعد الشين، وإذا وقف حمزة وهشام على شاءَ أبدلا الهمزة مع المدّ والتوسط والقصر.
﴿أَنَّا صَبَبْنَا الْمَاءَ صَبًّا ۝٢٥﴾ [عبس:25]: في قوله تعالى: (أنا): قرأ الكوفيون بالقراءة بفتح الهمزة، ورويس بالفتح وصلاً وبالكسر ابتداء، والباقون بالكسر في الحالين.

## المؤلفات في سورة عبس
1. سورة عبس –دراسة موضوعية-، المؤلف: محمد بن جمعة بن أحمد العمراني، الناشر: مجلة الفرائد في البحوث الإسلامية والعربية، كلية الدراسات الإسلامية والعربية للبنين بالقاهرة، المجلد (43)، ديسمبر 2022م.
2. جماليات التركيب والإيقاع في سورة (عبس)، المؤلف: د. عمر بن عبد العزيز المحمود، الناشر: مجلة العلوم العربية، العدد (35)، ربيع الآخر 1436ه.
3. الإيجاز في سورة عبس (دراسة تحليلية بلاغية من جهة علم المعاني)، للباحث: أحمد مسهار، وهي رسالة ماجستير، تقدم بها الطالب إلى جامعة كياهي الحاج أحمد صديق الإسلامية الحكومية (جمبر)، قسم اللغة العربية، ونوقشت في يونيو 2022م.
4. محاور الخطاب القرآني في سورة (عبس)، د. وسن محمود لطيف، الناشر: مجلة مداد الآداب، العدد السابع، سنة 2013م.
5. قراءة في سورة عبس في ضوء منهج السياق، د. محمد إبراهيم محمد الرضواني، الناشر: مجلة كلية دار العلوم، العدد (140)، مايو 2022م.
6. منهجيات في الإصلاح والتغيير في ضوء سورة (عبس)، للباحث: ابتسام ديب سمور، رسالة ماجستير في الجامعة الإسلامية –غزة-، كلية أصول الدين، قسم التفسير وعلوم القرآن، ونوقشت سنة 1432هـ – 2011م.
7. الوصل والفصل في سورة عبس، معين توفيق دحام، الناشر: مجلة آداب الرافدين، العدد: (54)، سنة 2009م.
8. بيان سبب نزول سورة عبس –دراسة تحليلية-، محمد راشد العلي، وهو عبارة عن بحث تم نشره في مجلة الكلية الإسلامية الجامعة، الجزء الثاني، العدد (72)، سنة 1997م.
9. قصة الأعمى في سورة عبس في القرآن الكريم (دراسة تربوية)، للباحث: د. صالح بن سليمان البقعاوي، جامعة أم القرى –كلية التربية-، قسم التربية الإسلامية والمقارنة، سنة 1435هـ.
10. اللزوم والتعدي في سورة عبس –دراسة نحوية دلالية-، للأستاذ: ستار فليح حسن العبيدي، وهو بحث محكم تم نشره في مجلة: كلية العلوم الإسلامية، العدد (65) سنة 2021م.
11. العتاب في مطلع سورة عبس، للباحثين: نزار عطا الله أحمد صالح، بلال حمدان محمود النجار، وهو بحث محكم تم نشره في مجلة: دراسات علوم الشريعة والقانون، المجلد: (44)، العدد: (1)، سنة 2017م.
12. المضامين التربوية من سورة عبس، للباحث: علي بن حسين صنبع، وهي رسالة ماجستير بجامعة أم القرى، بمكة، ونوقشت عام 1430هـ.

## وصلات خارجية
- سورة عبس مكتوبة بالرسم العثماني
- تفسير ابن الكثير لسورة عبس
- ملف متكامل لسورة عبس
- سورة عبس - موقع المصحف الإلكتروني